# Siegfried Macholz
Siegfried Macholz, auch Sigfrid Macholz (* 20. September 1890 in Memel; † 25. Mai 1975 in Hannover) war ein deutscher Generalleutnant im Zweiten Weltkrieg.

## Leben
Siegfried Macholz trat am 24. Februar 1909 als Fahnenjunker in die Preußische Armee ein und wurde am 22. August 1910 mit dem Patent vom 22. August 1908 im Deutschordens-Infanterie-Regiment Nr. 152 in Marienburg zum Leutnant befördert. Für sein Wirken während des Ersten Weltkriegs erhielt er beide Klassen des Eisernen Kreuzes.
Nach dem Krieg wurde er in die Reichswehr übernommen und am 16. Februar 1921 mit dem Charakter als Major verabschiedet. Er war ab 1. März 1921 bei der Polizei Danzig und wurde am 1. Oktober 1935 Polizei-Oberstleutnant.
Am 25. November 1935 erfolgte als Oberstleutnant seine Übernahme in die Wehrmacht und er kam zum Stab des Infanterie-Regiments 67 (Berlin-Spandau). Hier wurde er am 1. August 1936 Oberst. Ab 1. Januar 1937 war er Kommandeur der Infanterie-Regiments 67. Zu Beginn des Zweiten Weltkriegs war er Kommandeur des Infanterie-Regiments 203 und ab 1. Januar 1940 Kommandeur des Infanterie-Ersatz-Regiments 218. In dieser Position wurde er am 1. Juni 1940 Generalmajor. Ab 10. Juni 1940 war er Kommandeur der neu aufgestellten Division Nr. 192 und blieb dies bis Anfang Oktober des gleichen Jahres. Anschließend wurde er mit der Aufstellung der Division Anfang Oktober 1940 Kommandeur der 122. Infanterie-Division. Er erhielt am 19. Dezember 1941 das Deutsche Kreuz in Gold, wurde von Dezember 1941 bis Februar 1942 als Kommandeur durch Oberst Friedrich Bayer vertreten und Macholz blieb bis Anfang August 1942 Divisionskommandeur. Er übergab dann die Division an Oberst Kurt Chill. Mitte 1941 kämpfte die 122. Infanterie-Division bei der Schlacht an der Luga. Im März 1942 folgte unter Macholz´ Kommando der Einsatz der Division in der Kesselschlacht von Demjansk und dort war die Division später Teil der Stoßgruppe Seydlitz. Die Division wurde auch unter seinem Kommando für einen Entsatzangriff bei der Schlacht um Cholm eingesetzt. Am 1. Juni 1942 wurde er zum Generalleutnant befördert.
Von Anfang März 1943 bis Anfang Januar 1944 war er Kommandeur der 191. Reserve-Division, welche unter seinem Kommando zur Küstenbewachung in Frankreich eingesetzt worden war. Mit der Aufstellung aus der 191. Reserve-Division im Februar 1944 übernahm er das Kommando über die 49. Infanterie-Division, welche in Frankreich aufgerieben wurde. Machholz probierte noch die Division bei Hasselt aufzufrischen, aber lediglich 1.500 Mann konnten zugeführt werden. Anfang September gab er aber das Kommando an Erich Baeßler ab. Vom 4. bis 18. September 1944 war Macholz kurz vor der Umgliederung Kommandeur der 47. Infanterie-Division. Am 18. Oktober 1944 wurde er mit dem Ritterkreuz des Eisernen Kreuzes ausgezeichnet.
Ab 26. Januar 1945 war er letzter Kommandeur der 295. Infanterie-Division, welche in Norwegen zu Kriegsende in britische Kriegsgefangenschaft kam.
Nach dem Krieg verfasste er für das US Army Military History Institute die Beiträge Die Verteidigung an der Kanalküste im Abschnitt der 191. Reserve-Division und Die Kämpfe der 49. Infanterie-Division in Nordfrankreich vom 12.8. bis 2.9.1944.